# (3941) Haydn
(3941) Haydn ist ein Asteroid des Hauptgürtels, der am 27. Oktober 1973 vom deutschen Astronomen Freimut Börngen an der Thüringer Landessternwarte Tautenburg (IAU-Code 033) in Thüringen entdeckt wurde.
Der Asteroid ist Mitglied der Koronis-Familie, einer Gruppe von Asteroiden, die nach (158) Koronis benannt ist.
Benannt wurde der Asteroid nach dem österreichischen Komponisten Franz Joseph Haydn (1732–1809), der ein führender Vertreter der Wiener Klassik war und 1797 die Hymne komponierte, die bis zum Ende der Habsburgermonarchie 1918 als Hymne der Österreichischen Kaiser diente und mit dem 1841 neu geschaffenen Text des Liedes der Deutschen heute mit dessen dritter Strophe als deutsche Nationalhymne dient.